# نراد کوه‌های یوآنبائو
نراد کوه‌های یوآنبائو (نام علمی: Abies yuanbaoshanensis) نام یک گونه از سرده نراد است.